# The Life Timer
The Life Timer è un cortometraggio muto del 1913 sceneggiato e diretto da William Duncan. Il regista è anche interprete principale del film prodotto dalla Selig; accanto a lui nel cast Myrtle Stedman, Lester Cuneo, Florence Dye, Tom Mix.

## Produzione
Il film fu prodotto dalla Selig Polyscope Company.

## Distribuzione
Distribuito dalla General Film Company, il film - un cortometraggio di 200 metri - uscì nelle sale cinematografiche statunitensi il 26 marzo 1913. Nelle proiezioni, veniva programmato con il sistema dello split reel, accorpato in un'unica bobina con un altro cortometraggio prodotto dalla Selig, il documentario Shanghai, China.